# یاسه چا
روستای یاسه چای، واقع در استان چهارمحال و بختیاری ،شهرستان سامان، بخش زاینده‌رود و دهستان هوره است. در ۵۴ کیلومتری شهرکرد و ۸۰ کیلومتر اصفهان واقع است.

## تاریخچه
پیش از این که یاسؽ‌چای تبدیل به روستا گردد، مزرعهٔ ییلاقی (سردسیر) خانواری از ایل قشقایی و مهاجرین آذربایجانی بوده‌است. افرادی که در فصول گوناگون به دلیل عدم وجود پل به ناچار از درون رودخانهٔ زاینده‌رود عبور می‌کرده‌اند پس ناگزیر به عبور از نقطه و محلی بوده‌اند که آب عمق کم‌تری نسبت به نواحی دیگر داشته باشد تا خود و محصولات و نیز دام‌هایشان آسیب کم‌تری ببینند. روبه‌روی این مزرعه (یاسه چای) چنین موقعیت مناسبی وجود داشته‌است.

## مردم
برگزاری مراسم عروسی مردم روستای یاسه‌چای با نغمه‌ها و ترانه‌های زیبای محلی هم‌راه است. موسیقی در میان مردم این روستا جای‌گاه ویژه‌ای دارد و مهم‌ترین آلات موسیقی روستائیان شامل کَرنا، سُرنا، ساز، نِی، دُهُل، تُم‌بَک، کَمان‌چه و… می‌باشد. قالی‌های خوش‌طرح و نقش و رنگ مهم‌ترین محصول صنایع دستی روستای یاسه‌چای به حساب می‌آید. آش‌دوغ، آش‌رشته، کاچی و… از خوراک‌های خوش‌طعم و لذیذ یاسه‌چای می‌باشند.

## جمعیت
روستای یاسؽ‌چای براساس سرشماری مرکز آمار ایران در سال ۱۳۸۵، جمعیت آن ۷۰۲ نفر (۲۲۲خانوار) بوده‌است

## اشتغال
پیشهٔ اهالی روستای یاسؽ‌چای کشاورزی و باغ‌داری و بعضاً دام‌داری می‌باشد که با شروع بهار تلاش آن‌ها برای رسیدگی به زمین‌ها و درختان آغاز می‌شود. بانوان این روستا علاوه بر کارهای روزمرّه منزل هم‌راه و پا به پای مردان به فعالیت‌های زراعی و دام‌داری و هم‌چنین به بافت قالی مشغول هستند که جلوه‌ای از تلاش خستگی‌ناپذیر مردمان این دیار محسوب می‌شود.

## محصولات
معروف‌ترین سوغات روستای یاسؽ‌چای را خشک‌بار و انواع میوه‌جات تَر و خشک تشکیل می‌دهند. از اصلی‌ترین محصولات روستا می‌توان به گردو، بادام، هلو و… اشاره کرد که جزو محصولات با کیفیت و صادراتی کشور می‌باشد. از دیگر محصولات روستا زردآلو، آلبالو، گیلاس، آلوچه (گوجه‌سبز)، انگور، فندوق، گلابی، سیب‌درختی و… و گندم، جو، بنشن و… از محصولات باغی روستای یاسؽ‌چای به‌شمار می‌رود.

## جغرافیا
روستای تاریخی یاسه‌چای در مختصات جغرافیائی ۵۰ درجه و ۵۱ دقیقه طول‌شرقی و ۳۳ درجه و ۳۷ دقیقه عرض‌شمالی در ۲۷ کیلومتری شمال‌غربی بخش سامان، ۱۵ کیلومتری شمال شهر بن و ۳۵ کیلومتری شهر شهرکرد، مرکز چهارمحال و بختیاری استقرار یافته و بافت مسکونی متراکمی دارد. ارتفاع این روستا از سطح دریا ۱۹۰۹ متر است که در تابستان دارای آب و هوای ملایم، معتدل و مطبوع و زمستان‌های بسیار سرد و سخت و پربارش است. رودخانهٔ پرآب زاینده‌رود در شرق، شمال‌شرق و جنوب‌شرق روستا جریان دارد. تنوع گل‌ها و گیاهان خودرو هم‌راه با گونه‌های متنوع جانوری از قبیل گراز، شغال، گرگ، روباه، خرگوش، قرقی، کبک و… جلوهٔ جالب توجهی به محیط روستا بخشیده‌است. بافت تاریخی روستای یاسه‌چای به عنوان نخستین بافت تاریخی روستائی کشور تحت عنوان روستای بدون کوچه در فهرست آثار ملی پذرفته و ثبت گردیده‌است. و بعنوان روستای بدون کوچه ایران شناخته میشود، آذربایجان کوچک از دیگر لقبهای روستای یاسه چای می باشد.
2

## چهره‌های شناخته شده
احمد بیگدلی
1. ↑  باشگاه خبرنگااران جوان
2. ↑  «درگاه ملی آمار ایران». بایگانی‌شده از اصلی در ۱ ژانویه ۲۰۱۳. دریافت‌شده در ۲۲ ژانویه ۲۰۱۳.
3. ↑  «خبرگزاری شبستان». بایگانی‌شده از اصلی در ۵ آوریل ۲۰۲۰. دریافت‌شده در ۲ آوریل ۲۰۲۰.
4. 1 2  «خبرگزاری شبستان». بایگانی‌شده از اصلی در ۵ آوریل ۲۰۲۰. دریافت‌شده در ۲ آوریل ۲۰۲۰.
5. ↑  کتاب نیوز